# نزلة خاطر
نزلة خاطر، موقع أثري يقع في صعيد مصر وقد أظهر أدلة على الثقافة البشرية القديمة وعينات تشريحية حديثة يعود تاريخها إلى ما يقارب الثلاثين إلى الخمسين ألف عام من الزمن. وقد كشف التنقيب عن بقايا هيكلين عظميين بشريين في عام 1980. كانت إحدى الجماجم تعود لرجل على حد البلوغ جمجمته تبدو حديثة إلا ان الوجه واسع للغاية وقد ظهرت بعض السمات القديمة في منطقة الصدغ والفك السفلي. إلا انه من تحت الجمجمة فقد كان الهيكل العظمي قويًا ولكن بخلاف ذلك، كان حديثًا تشريحيًا. يشير التحليل الصرفي للفك السفلي نزلة خاطر إلى أن العينة كانت متميزة عن العينات التي تم فحصها من عصر البليستوسين والهولوسين في شمال إفريقيا.
يمتلك الهيكل العظمي نزلة خاطر 2 ميزتين متشابهتين في الفك السفلي والتي لا توجد بين البشر المعاصرين والحديثين تشريحيًا. يشير هذا إلى أن أسلاف العينة ربما تزاوجوا مع البشر المهجورين قديمًا المجاورين لهم.
في نزلة خاطر 4 إلى الجنوب الشرقي، تم التنقيب أيضًا عن فؤوس وشفرات ومقابر ومكشط طرفي وأسنان من العصر الحجري القديم الأعلى. يعود تاريخ الموقع إلى الكربون المشع إلى ما بين 30360-35100 سنة مضت. قد تشير أوجه التشابه بين عينات نزلة خاطر2 والعينات الأوروبية من العصر الحجري القديم الأعلى إلى وجود علاقة وثيقة بين عينة وادي النيل والإنسان الأوروبي الحديث من العصر الحجري القديم الأعلى.

## روابط خارجية
- Leplongeon، Alice؛ Pleurdeau، David (2011). "The Upper Palaeolithic Lithic Industry of Nazlet Khater 4 (Egypt): Implications for the Stone Age/Palaeolithic of Northeastern Africa". African Archaeological Review. ج. 28 ع. 3: 213–36. DOI:10.1007/s10437-011-9100-x. S2CID:128628843.
- Pinhasi، Ron؛ Semal، Patrick (2000). "The position of the Nazlet Khater specimen among prehistoric and modern African and Levantine populations". Journal of Human Evolution. ج. 39 ع. 3: 269–88. DOI:10.1006/jhev.2000.0421. PMID:10964529.
- Vermeersch، P.M.؛ Gijselings، G.؛ Paulissen، E. (1984). "Discovery of the Nazlet Khater man, Upper Egypt". Journal of Human Evolution. ج. 13 ع. 3: 281–6. DOI:10.1016/S0047-2484(84)80013-5.
- Bouchneb، L.؛ Crevecoeur، I. (2009). "The inner ear of Nazlet Khater 2 (Upper Paleolithic, Egypt)". Journal of Human Evolution. ج. 56 ع. 3: 257–62. DOI:10.1016/j.jhevol.2008.12.003. PMID:19144388.